# Culicoides imicola
Culicoides imicola är en tvåvingeart som först beskrevs av Jean-Jacques Kieffer 1913.  Culicoides imicola ingår i släktet Culicoides och familjen svidknott.